# Slingenberg
Slingenberg is een buurtschap die gelegen is op de grens tussen de Nederlandse provincies Overijssel en Drenthe. De buurtschap ligt deels in de Drentse gemeente Meppel en deels in de Overijsselse gemeente Staphorst en grenst direct aan de bebouwing van de stad Meppel.
Slingenberg bestaat uit circa 200 postadressen en omvat de straten Westerstouwe, Slingenberg, Tuinweg, Merelstraat, Berggiersweg en Kastanjelaan. In de nabijheid van de buurtschap ligt de Rijksweg 32 en het Knooppunt Lankhorst.

## Geschiedenis
In 1961 werden de Werkhorst, Reeststouwe, Hesselingen en delen van de buurtschap Slingenberg toegewezen aan de gemeente Meppel. Rond die tijd waren de bewoners deels georiënteerd op Staphorst en deels op Meppel. Zo gingen kinderen van de eerste groep naar de school op de Lankhorst (met twee klassen). De andere voornamelijk naar de Zuiderschool in Meppel. Na de grenscorrectie van 1961, en de komst van ruim honderd nieuwe huizen (tweede helft jaren '70) aan de Tuinweg en Merelstraat, kreeg de oriëntatie op Meppel de overhand. Echter niet bij het landelijke deel van de buurtschap.
In 1971 was Staphorst wereldnieuws vanwege een uitbraak van polio. Ook in de buurtschap waren twee kinderen met deze ziekte besmet, waarvan er één overleed. Overigens waren zij niet ingeënt om godsdienstige redenen maar door nalatigheid. Het veroorzaakte wel onrust bij de bewoners in Meppel, omdat men bang was dat kinderen van de Slingenberg de besmetting zouden overdragen naar Meppel.
In 1996 was er wederom een grenscorrectie (die veel weerstand ondervond door de Staphorster bewoners) met de gemeente Meppel. Nu valt het overgrote deel onder Meppel en derhalve ook onder de provincie Drenthe. Slechts een klein stuk ligt nog in de Overijsselse gemeente Staphorst.
Plaatsen: Kolderveen · Meppel · Nijeveen · Rogat

Buurtschappen: Broekhuizen · Havelterberg (deels) · De Klosse (deels) · Kolderveense Bovenboer · Nijentap · De Kolk (deels) · Nijeveense Bovenboer · De Schiphorst · Slingenberg (deels)

Drenthe: Steden en dorpen      Nederland: Provincies · Gemeenten
Hoofdplaats: Staphorst      Dorpen: Rouveen · IJhorst

Buurtschappen: Halfweg · Hamingen · Lankhorst · De Leijen · De Lichtmis (deels) · Punthorst · Slingenberg (deels) · Westerhuizingerveld (deels)

Overijssel · Steden en dorpen in Overijssel      Nederland · Provincies · Gemeenten